# Arvegods
Arvegods är en EP av den svenska indierockgruppen Invasionen, utgiven 2011 på skivbolaget Ny våg Records. Skivan utgavs i 12"-format , där upplagan var limiterad till 500 exemplar, alla handnumrerade. Titelspåret fanns även med på gruppens nästa album, Saker som jag sagt till natten.

## Låtlista
Där inte annat anges är låtarna skrivna av Invasionen.
A
1. "Arvegods" – 4:20
2. "In i skuggorna" – 3:05

B
1. "Taggtråd" – 4:06
2. "Tyst musik" – 4:37

## Medverkande
- Dennis Lyxzén – sång, gitarr
- Andre Sandström – trummor, sång, slagverk
- Anders Stenberg – gitarr, sång, piano
- Richard Österman – bas, sång

### Fotnoter
1. 1 2  ”Arvegods”. Discogs.com. http://www.discogs.com/Invasionen-Arvegods/release/3077363. Läst 19 december 2012.
2. ↑  ”Saker som jag sagt till natten”. http://www.discogs.com/Invasionen-Saker-Som-Jag-Sagt-Till-Natten/release/3458314. Läst 19 december 2012.